# Peperomia lonchophylloides
Peperomia lonchophylloides är en pepparväxtart som beskrevs av C. Dc.. Peperomia lonchophylloides ingår i släktet peperomior, och familjen pepparväxter. Inga underarter finns listade i Catalogue of Life.